# 多田保
多田 保（ただ たもつ、1890年（明治23年）7月6日 - 1982年（昭和57年）12月10日）は、日本の陸軍軍人。最終階級は陸軍中将。

## 経歴
愛知県、現在の津島市で生まれる。1911年（明治44年）5月、陸軍士官学校（23期）を卒業。同年12月、歩兵少尉に任官した。
1937年（昭和12年）11月、留守第3師団兵器部長に就任し、1938年（昭和13年）3月、歩兵大佐に昇進。1940年（昭和15年）8月、歩兵第12連隊長に就任。1942年（昭和17年）8月、陸軍少将に進級し歩兵第103旅団長に発令され日中戦争に出征。同年12月、第13歩兵団長に転じた。1944年（昭和19年）1月、独立歩兵第6旅団長に就任し安慶に駐屯して水上交通の確保と維持に従事した。1945年（昭和20年）5月、陸軍歩兵学校付となり帰国し、同年4月、陸軍中将に昇進した。同年6月、第312師団長に発令され、佐賀県で本土決戦に備える中で終戦を迎えた。1947年（昭和22年）11月28日、公職追放仮指定を受けた。
1982年12月、老衰のため名古屋市昭和区の自宅で死去した。